# ミクーリン AM-35

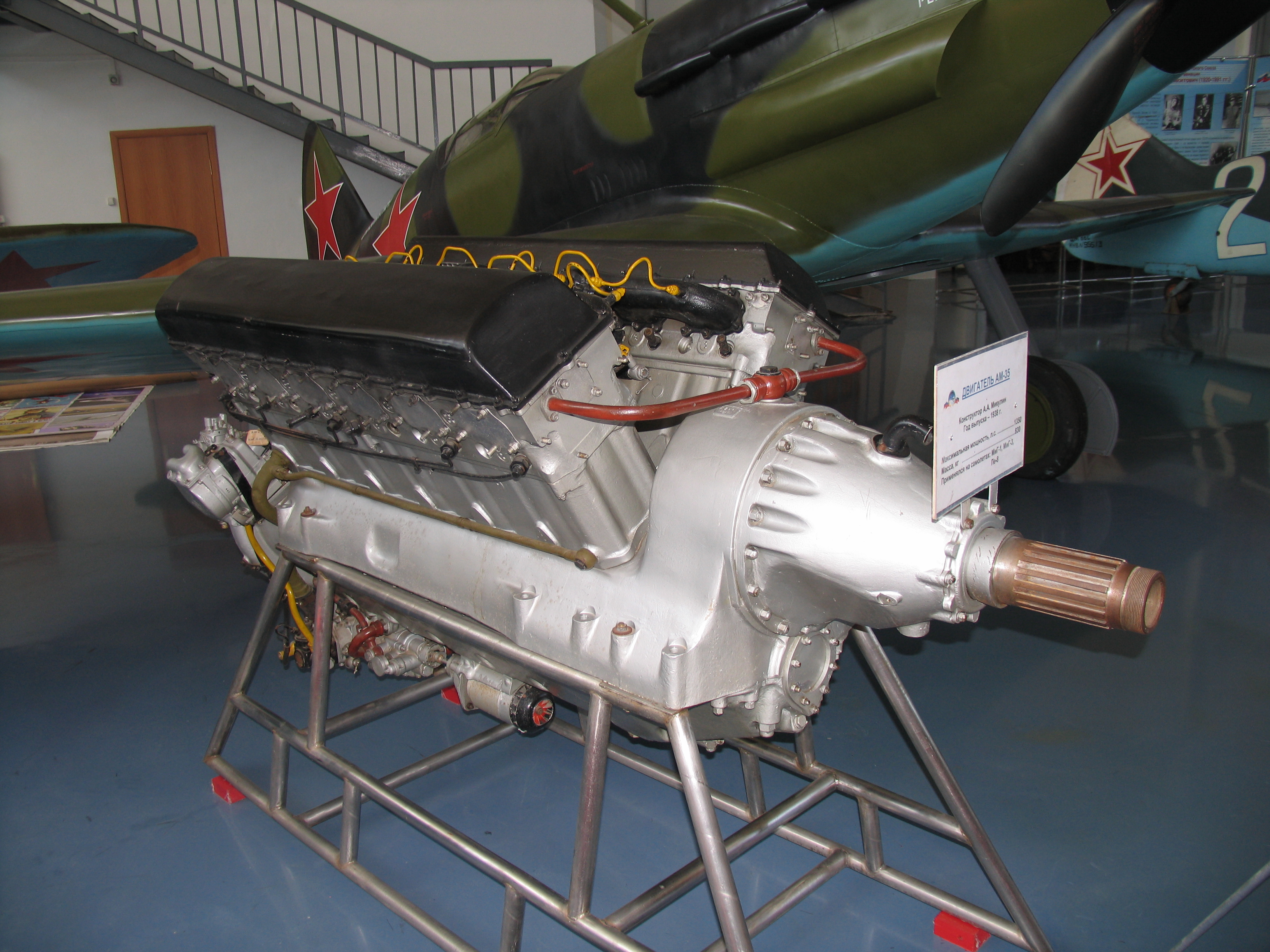
ミクーリン AM-35

ミクーリン AM-35（ロシア語：Микулин АМ-35）は第二次世界大戦期にソビエト連邦で生産された液冷V型12気筒の航空用エンジンである。ソ連初の液冷航空用エンジンAM-34の改良型で、ミクーリン設計局がM-17としてライセンス生産を行っていたドイツのBMW VIが設計の起源となっている。AM-35の生産は1940年に始まり、MiG-1・MiG-3戦闘機・Pe-8爆撃機に搭載された。
Il-2対地攻撃機で使用されたAM-38エンジンは当エンジンの改良型に当たる。

## 主要諸元

### AM-35A
- タイプ：液冷V型12気筒
- ボア×ストローク：160mm×190mm
- 排気量：46.66L
- 全長：2,402mm
- 全幅：866mm
- 全高：1,089mm
- 乾燥重量：830 kg
- 圧縮比：7.0
- 過給機：遠心式スーパーチャージャー1段2速（アフタークーラー付）
- 出力
  - 1350HP / 2,050RPM
- 比出力：28.9HP/L
- 出力重量比：1.63HP/kg
- 燃費：0.46kg/km（計算値）0.38kg/km（実測値）

## 搭載機
ソビエト連邦
- 戦闘機
  - MiG-1
  - MiG-3
- 爆撃機
  - Pe-8